# Tennis ai Giochi della XXX Olimpiade
Le partite di tennis dei Giochi della XXX Olimpiade si sono svolte tra il 28 luglio ed il 5 agosto 2012 all'All England Lawn Tennis and Croquet Club di Wimbledon.
Sono state assegnate medaglie nelle seguenti specialità:
- singolare maschile
- singolare femminile
- doppio maschile
- doppio femminile
- doppio misto

Il doppio misto è tornato ad essere sport olimpico dopo quasi novant'anni, infatti l'ultima volta in cui si sono assegnate medaglie in questa specialità è stato a Parigi 1924.

## Formula della competizione

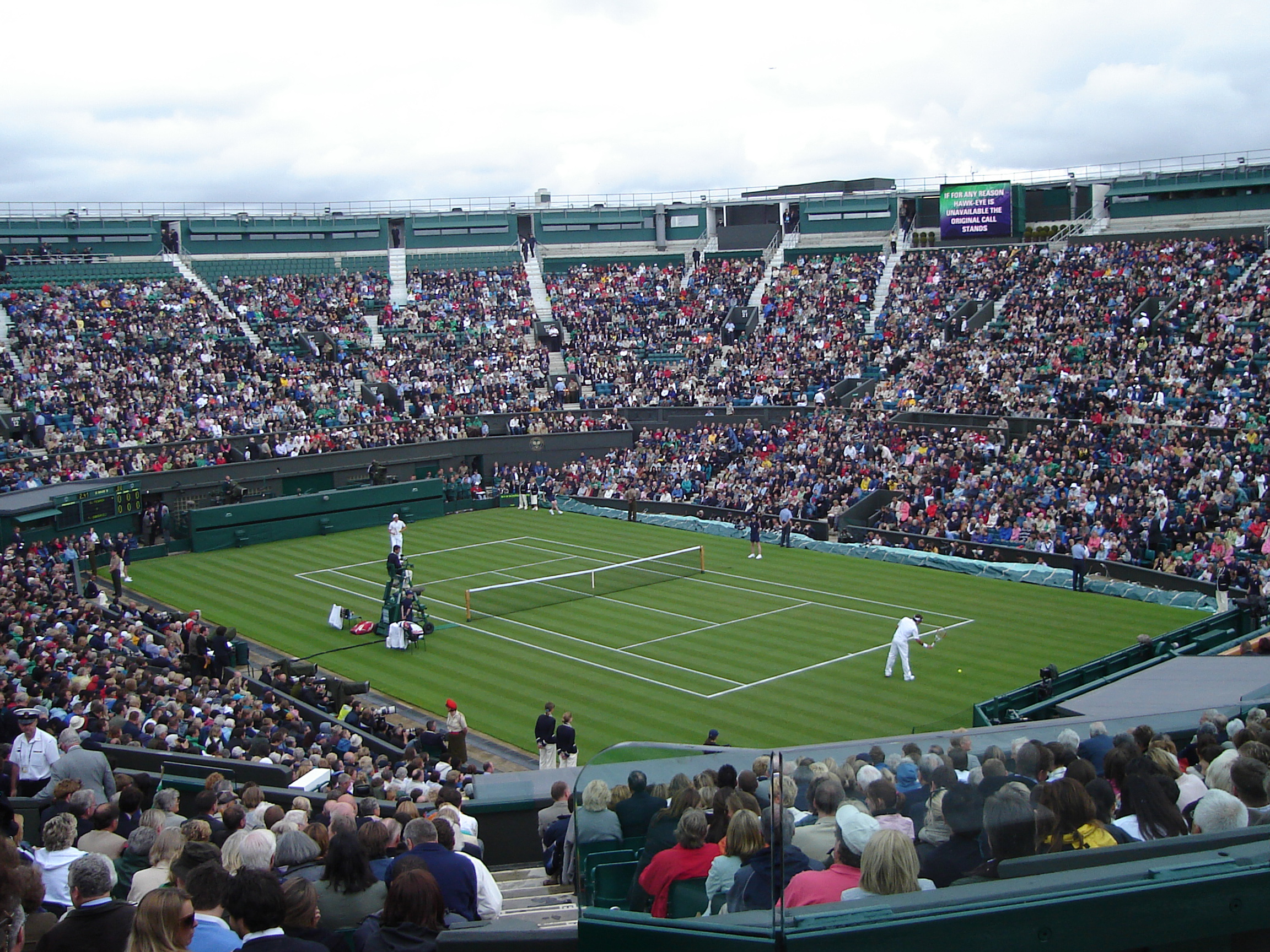
Sul Campo centrale sono state assegnate le medaglie

Hanno partecipato 172 atleti, 86 uomini e 86 donne. Gli incontri si sono disputati al meglio dei tre set, eccetto che per la finale del singolare maschile che è stata giocata al meglio dei cinque set. Tutte le gare sono state ad eliminazione diretta. I due sconfitti delle semifinali hanno disputato un incontro per l'assegnazione della medaglia di bronzo.
La competizione si è tenuta solo tre settimane dopo la fine del Torneo di Wimbledon. In questa occasione i giocatori non hanno dovuto rispettare le tradizioni del torneo londinese quali indossare vestiti di colore bianco, ma è stato invece consigliato l'utilizzo di colori che rappresentino la propria nazione. Nei campi, generalmente privi di qualsiasi pubblicità, sono stati esposti i cartelloni olimpici.
I tornei maschili e femminili sono stati inclusi rispettivamente nell'ATP World Tour e nel WTA Tour.

## Qualificazioni
Per il singolare l'accesso è stato garantito ai primi 56 atleti del ranking ATP o WTA riferito all'11 giugno 2012, con il limite di quattro atleti per nazione. Se tra i primi 56 tennisti erano presenti troppi connazionali sono stati ammessi solo i primi quattro cedendo il posto ai giocatori oltre la 56ª posizione.
Singolari:
- 56 giocatori si sono qualificati direttamente in base al ranking.
- 6 wild-card sono state assegnate dalla ITF's Olympic Committee in base al ranking ed al paese di provenienza.
- 2 inviti sono stati assegnati dalla Tripartite Commission a giocatori provenienti da piccole nazioni.

Doppi:
- 24 team si sono qualificati direttamente in base al ranking.
- 8 team sono stati scelti dalla ITF in base al ranking ed al paese di provenienza.

Doppio misto:
- 12 team formati da giocatori già qualificati nelle altre specialità ed ancora in gara al 31 luglio 2012.
- 4 team sono stati scelti dalla ITF in base al ranking ed al paese di provenienza.

## Calendario
| Uomini |  |  |  |  |  |  |  | Doppio    | Singolare | 2 |
| Donne  |  |  |  |  |  |  |  | Singolare | Doppio    | 2 |
| Misto  |  |  |  |  |  |  |  |           | Misto     | 1 |
| Totale |  |  |  |  |  |  |  | 2         | 3         | 5 |

|  | Qualificazioni |  | FINALI |

## Podi

### Uomini
| Evento                        | Oro                              | Argento                                   | Bronzo                                   |
| Singolare maschile (dettagli) | Andy Murray                      | Roger Federer                             | Juan Martín del Potro                    |
| Doppio maschile (dettagli)    | Stati Uniti Mike Bryan Bob Bryan | Francia Jo-Wilfried Tsonga Michaël Llodra | Francia Julien Benneteau Richard Gasquet |

### Donne
| Evento                         | Oro                                        | Argento                                    | Bronzo                                |
| Singolare femminile (dettagli) | Serena Williams                            | Marija Šarapova                            | Viktoryja Azaranka                    |
| Doppio femminile (dettagli)    | Stati Uniti Serena Williams Venus Williams | Rep. Ceca Andrea Hlaváčková Lucie Hradecká | Russia Marija Kirilenko Nadia Petrova |

### Misto
| Evento                  | Oro                                       | Argento                                | Bronzo                              |
| Doppio misto (dettagli) | Bielorussia Viktoryja Azaranka Maks Mirny | Gran Bretagna Laura Robson Andy Murray | Stati Uniti Lisa Raymond Mike Bryan |

## Medagliere
| Posizione | Paese       |   |   |   | Totale |
| --------- | ----------- | - | - | - | ------ |
| 1         | Stati Uniti | 3 | 0 | 1 | 4      |
| 2         | Regno Unito | 1 | 1 | 0 | 2      |
| 3         | Bielorussia | 1 | 0 | 1 | 2      |
| 4         | Francia     | 0 | 1 | 1 | 2      |
| 4         | Russia      | 0 | 1 | 1 | 2      |
| 6         | Rep. Ceca   | 0 | 1 | 0 | 1      |
| 6         | Svizzera    | 0 | 1 | 0 | 1      |
| 8         | Argentina   | 0 | 0 | 1 | 1      |
| Totale    | Totale      | 5 | 5 | 5 | 15     |

## Punti distribuiti
Di seguito sono indicati i punti assegnati dall'ATP e dalla WTA per la partecipazione al torneo olimpico.
| Specialità         | Singolare maschile | Doppio maschile | Singolare femminile | Doppio femminile |
| ------------------ | ------------------ | --------------- | ------------------- | ---------------- |
| Medaglia d'oro     | 750                | 750             | 685                 | 685              |
| Medaglia d'argento | 450                | 450             | 470                 | 470              |
| Medaglia di bronzo | 340                | 340             | 340                 | 340              |
| Quarto posto       | 270                | 270             | 260                 | 260              |
| Quarti di finale   | 135                | 135             | 175                 | 175              |
| Terzo turno        | 70                 | 70              | 95                  | 95               |
| Secondo turno      | 35                 | 35              | 55                  | 55               |
| Primo turno        | 5                  | 5               | 1                   | 1                |